# Rome (hrabstwo Jefferson)
Rome – jednostka osadnicza w Stanach Zjednoczonych, w stanie Wisconsin, w hrabstwie Jefferson.